# Sammy Marks

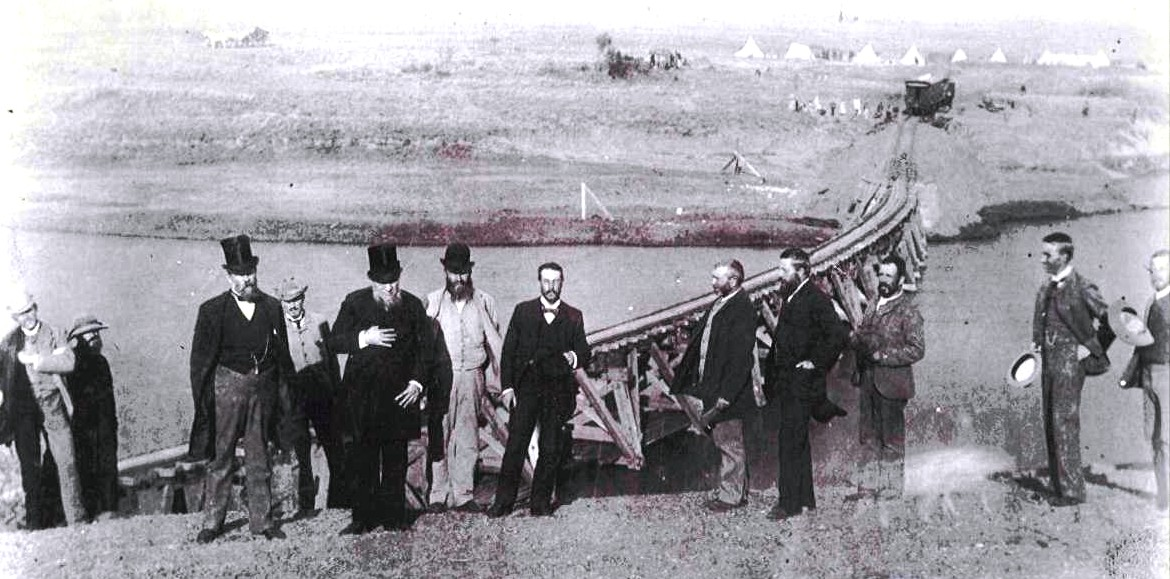
Presidente del Estado Libre de Reitz y Presidente Kruger del ZAR en ocasión de la unificación del Transvaal y Estado Libre por ferrocarril, el de 21 de mayo de 1892. Samuel Marks está quinto desde la derecha.

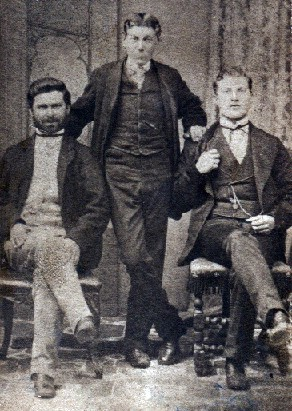
Sammy Marks, Barnet Lewis, Isaac Lewis

Samuel Marks (Neustadt, Imperio ruso —ahora Lituania—, 11 de julio de 1844-Johannesburgo, Transvaal, 18 de febrero de 1920) fue un industrial y financiero lituano-sudafricano.

## Historia de su vida

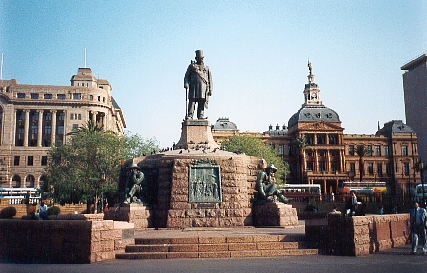
Plaza de Church

Hijo de un sastre judío, Marks estaba dotado de integridad, valor, una asombrosa perspicacia para los negocios y una inmensa vitalidad. Acompañó a unos caballos a Sheffield, en Inglaterra, cuando aún era joven y, al no querer volver a la persecución judía en Rusia, decidió quedarse. Fue en Sheffield donde conoció a sus futuros suegros. Al oír las noticias de los descubrimientos de diamantes en Kimberley, llegó al Cabo en 1869 y poco después le siguió su primo Isaac Lewis, también de Neustadt-Sugind, con quien forjó la duradera sociedad Lewis & Marks. Marks comenzó su carrera como vendedor ambulante en los distritos rurales del Cabo, pero pronto se dirigió a Kimberley, donde comenzó su ascenso a la prosperidad. Se ganaron la vida modestamente suministrando productos a las minas y a los excavadores, y más tarde se dedicaron al comercio de diamantes. En 1881 se trasladó a Pretoria y se ganó la confianza del Presidente Kruger y del gobierno de la Zuid-Afrikaansche Republiek (ZAR). Su amistad con Kruger se hizo estrecha y duradera, y tenían en común unos orígenes humildes y una gran agudeza. Marks aconsejó a Kruger que construyera una línea de ferrocarril de Pretoria a Lourenço Marques.
Con el descubrimiento de oro en la floreciente ciudad de Barberton y más tarde en Witwatersrand, Marks adquirió intereses comerciales en ambos lugares, pero descubrió que los yacimientos de carbón del sur del Transvaal y del norte del Estado Libre eran una perspectiva más lucrativa. En 1892 se fundó la Zuid-Afrikaansche en Oranje Vrijstaatsche Mineralen en Mijnbouwvereeniging para explotar estos yacimientos de carbón, que más tarde dio nombre a la ciudad de Vereeniging. Los intereses comerciales de Lewis & Marks incluían una destilería, una fábrica de conservas y una fábrica de vidrio. Su empresa abrió minas de carbón en Viljoensdrif y en otros lugares, y también fundó Vereeniging Estates Ltd., que se dedicaba a desarrollar tierras agrícolas a lo largo del río Vaal. Marks fue pionero en el uso de tractores de vapor y de aperos de labranza progresivos. También patrocinó la creación de molinos de harina y fábricas de ladrillos y azulejos en Vereeniging. En 1910, Marks fue nombrado senador en el primer Parlamento de la Unión, cargo que ocupó hasta su muerte. Cuando A.H. Nellmapius no pudo ejecutar un contrato de fabricación que había firmado con el Gobierno por falta de fondos, Lewis & Marks se hizo cargo y construyó la Eerste Fabrieken cerca de Pretoria.
Marks contribuyó generosamente a las comunidades judías de toda Sudáfrica. En 1898 se construyó la sinagoga de Pretoria, para la que donó todos los ladrillos y pagó la instalación de luz eléctrica y las lámparas de araña. Al final de la segunda guerra bóer, regaló a la ciudad de Pretoria una fuente de hierro fundido, enviada desde Glasgow y de diseño muy eduardiano, que se encuentra en los jardines zoológicos de Pretoria. Marks encargó la estatua de Kruger en la Plaza de la Iglesia de Pretoria, esculpida por Anton van Wouw y fundida en bronce en Europa, con un precio de 10.000 libras.

## Boletos de Sammy Marks

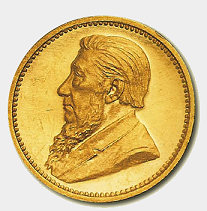

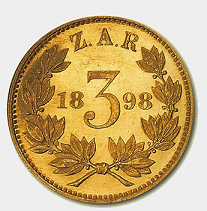

Sammy Marks falleció  en Johannesburgo el 18 de febrero de 1920.

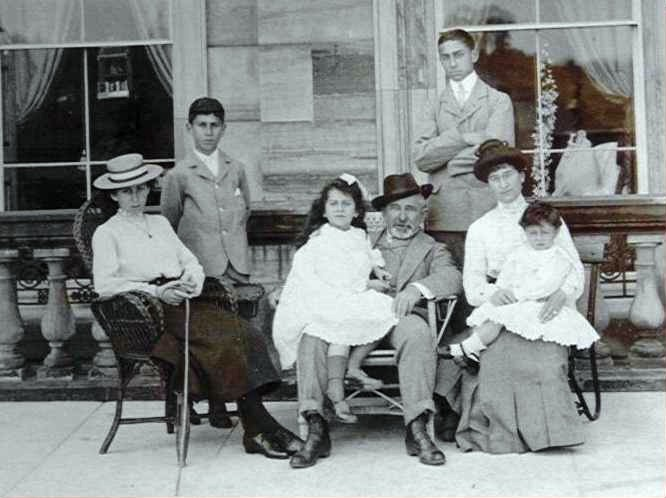
Marks y su familia en una visita a Inglaterra ca. 1903. De izquierda a derecha se encuentran Gertrude (Girlie) 1889, Joe 1892, Dolly 1897, Sammy, Louis 1885, Bertha y Phil 1900. Ted 1894 está ausente.

## Galería

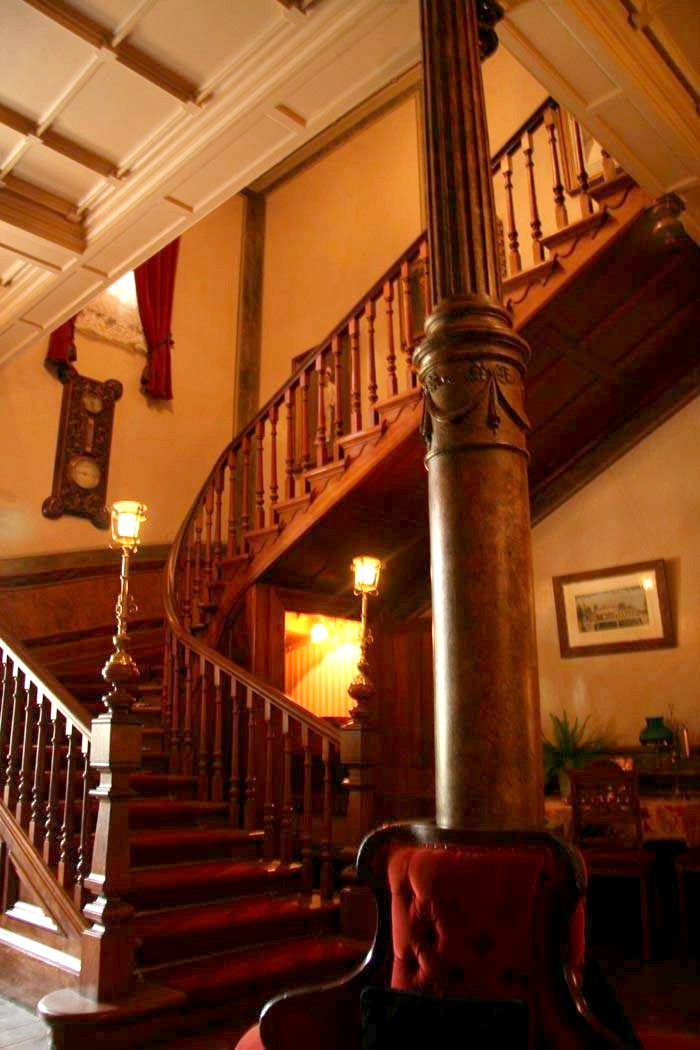
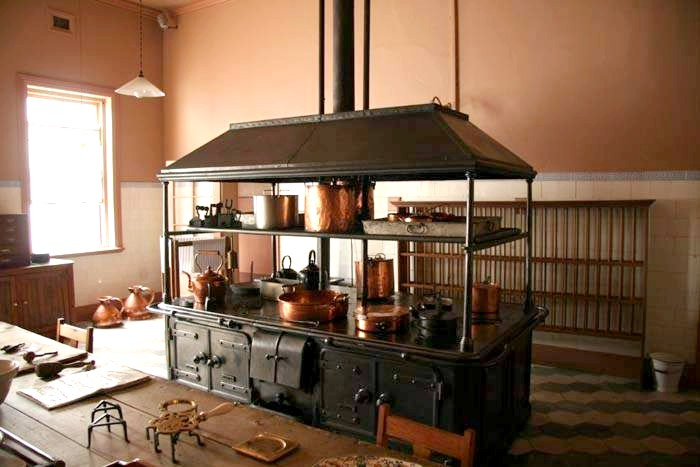
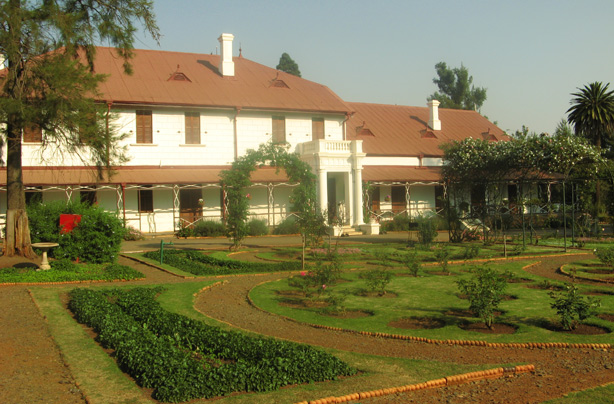
Sammy Marks House, Zwartkoppies, Pretoria